# Джил Геннессі
Джилліан Ноель Геннессі (англ. Jillian Noel «Jill» Hennessy; нар. 25 листопада 1968 року) — канадська акторка та співачка. Найбільш відома ролями в американському телесеріалі «Закон і порядок», у якому вона грала прокурорку Клер Кінкейд протягом трьох сезонів, і «Розслідування Джордан», в якому грала головну роль Джордана Кавано протягом шести сезонів. Геннессі також знімалася в таких фільмах, як «Робот-поліцейський 3» і Most Wanted, а також в інді-стрічках Chutney Popcorn і The Acting Class, до останнього з яких написала сценарій та була співрежисеркою.

## Ранні роки
Народилася в Едмонтоні, провінція Альберта. Її батько, Джон Геннессі, був продавцем м’яса і менеджером з продажу та маркетингу, робота, яка вимагала значних подорожей і призводила до частих переїздів для сім’ї. Її мати, Максін, секретарка, покинула сім'ю в 1982 році, залишивши дочку на виховання бабусі по батьковій лінії Елеонори, яка мешкала в Кітченері, Онтаріо.
У неї є молодший брат Джон Пол "J.P." Геннессі-молодший і сестра-близнючка Жаклін, колумністка і ведуча телешоу в Канаді. Джил має ірландське, французьке, шведське та італійське коріння по батьковій стороні, та з родини українських ромів по матері.
Вона навчалася в старшій державній школі Стенлі Парку та закінчила Університетський інститут Гранд-Ривер, обидва в Кітченері, Онтаріо, і раніше працювала в метро Торонто.

## Кар'єра
Джил Геннессі та її сестра дебютували у ролі близнючок у фільмі «Зв'язані до смерті» 1988 року. За словами Джилліан Андерсон, акторки, яка врешті отримала цю роль, вона потрапила до короткого списку на роль Дани Скаллі в «Секретних матеріалах».
Акторка дебютувала в театрі з'явилася на Бродвеї в мюзиклі Buddy – The Buddy Holly Story в 1990 році.
У 1993 році вона з'явилася в ролі доктора Марі Лазарус у «Робот-поліцейський 3».
Популярність Геннессі отримала в 1993 році, знявшись в ролі окружної прокурорки Клер Кінкейд в популярній кримінальній драмі NBC «Закон і порядок». Вона грала цю роль протягом трьох сезонів, покинувши шоу в 1996 році.
У 1999 році вона з'явилася в ролі Лізи в Chutney Popcorn. У 2000 році Геннессі написала, спродюсувала і разом з Елізабет Голдер зняла незалежний фільм під назвою «Клас акторської майстерності», у якому розповідалося про випробування та негаразди дисфункціонального акторського класу. У фільмі зіграла і її сестра-близнючка Жаклін, а також у деяких епізодах колишні колеги з «Закон і порядок». Вона також знялася у фільмі Нюрнберг в ролі Елсі Дуглас.
У 2001 році зіграла Джекі Кеннеді у фільмі «Джекі, Етель, Джоан: Жінки Камелоту». Того ж року вона з'явилася в невеликій ролі командирки Аннетт Малкахі у бойовику Стівена Сігала «Наскрізні поранення», жертви автокатастрофи, схожої на ту, що була в «Закон і порядок». Вона отримала особливу похвалу від критика Оуена Глейбермана, який сказав: «З правильною роллю Геннессі може бути просто кінозіркою». У 2003 році вона знялася в епізодичній ролі у фільмі Еббі Сінгер. З 2001 по 2007 рік знімалася в телешоу «Розслідування Джордан» у ролі Джордани Кавано. Вона також зіграла дружину персонажа Тіма Аллена у фільмі 2007 року «Реальні кабани». 9 червня 2007 року вона отримала зірку на канадській Алеї слави.
Під час сесій в Остіні, штат Техас, Геннесі записала альбом Ghost in My Head, який вийшов у червні 2009 року. Вона виступала як гостя Indigo Girls на шоу Mountain Stage в листопаді 2009 року, а пізніше була в центрі уваги шоу. Виступала на Village Stage на виставці Lilith Fair 2010 року.
У 2010 році Геннессі знялася в незалежному кримінальному трилері «Пісні про вбивство в маленькому містечку». Також з'явилася в ролі ветеринарки в серіалі HBO «Удача», а в 2012 році виступала спонсоркою фільму Заксбі «Zalads» у парі телевізійних рекламних роликів.
У 2015 році Геннессі з'явилася в кількох епізодах «Мадам секретар». У жовтні того ж року вийшов її другий альбом I Do.
У 2018 році вона знялася в серіалі Майкла Ветерлі «Булл» у ролі матері загиблого хакера Кейбла МакКрорі. Також у 2018 році вона почала виконувати роль сенаторки Гантінгтон в серіалі «Єллоустоун».

## Особисте життя
Джил Геннесі знає багато мов, розмовляє англійською, італійською, французькою, іспанською та німецькою. Акторка грає на гітарі і співає, а також любить їздити на мотоциклах зі своїм чоловіком Паоло Мастроп'єтро, з яким одружилася в 2000 році. У січні 2001 року у них була друга церемонія одруження, яка відбулася в ратуші Нью-Йорка під керівництвом мера Руді Джуліані. Сина Марко народила в 2003 році, а сина Джанні в 2007.